# Érsekvadkert
Érsekvadkert é um município da Hungria, situado no condado de Nógrád. Tem 55,37 km² de área e sua população em 2015 foi estimada em 3.461 habitantes.